# Efekt nadmiernego uzasadnienia
Efekt nadmiernego uzasadnienia własnego postępowania – w psychologii społecznej termin określający zjawisko polegające na postrzeganiu własnego działania jako wywołanego przekonującymi czynnikami zewnętrznymi i niedoceniania czynników wewnętrznych.
W psychologii społecznej zakłada się, że ludziom zależy na tym, aby rozumieć powody własnego postępowania, toteż każdy zastanawia się "dlaczego robię to co robię". Poszukujemy odpowiedzi na to pytanie najpierw w okolicznościach zewnętrznych (atrybucja zewnętrzna). Kierujemy uwagę na okoliczności, w których się znaleźliśmy i zastanawiamy się czy są one powodem naszego działania. Jeśli znajdę dostateczne powody dla własnego postępowania na zewnątrz, to już nie poszukuję wewnętrznych przyczyn (nie dokonuję atrybucji wewnętrznej).
Przykład: Okłamałem przyjaciela, mówiąc, że nie mam czasu na spotkanie się z nim. Zaczynam się zastanawiać czy rzeczywiście nie mam czasu? Jeśli przypomnę sobie, że mam dzisiaj jeszcze coś do zrobienia - służy mi to jako dostateczny powód wyjaśniający moje postępowanie w moich własnych oczach. Takim dostatecznym uzasadnieniem może być także to, że wiem, że przyjacielowi byłoby bardzo smutno, gdybym mu powiedział, że nie chcę się z nim spotkać.
Zakłada się, że kierujemy uwagę na wewnętrzne czynniki sprawcze naszego postępowania dopiero wtedy, gdy nie znajdujemy zewnętrznych (albo wtedy, gdy wewnętrzne są bardzo silne i wyraziste). W powyższym przykładzie mogłoby być tak, że jednocześnie nie chcę się spotkać z przyjacielem i mam coś do zrobienia. Jeśli jednak skupię się na tym, że mam coś do zrobienia, to mogę "zapomnieć" o tym, że tak naprawdę to nie chciało mi się z nim spotkać.
Oznacza to, że w sytuacji w której robimy coś jednocześnie z przyczyn zewnętrznych i wewnętrznych, te wewnętrzne stoją subiektywnie na drugim planie, a badania pokazują, że w dłuższym okresie przestajemy sobie zdawać z nich sprawę.
Zjawisko nadmiernego uzasadanienia polega więc na tym, że zewnętrzne przyczyny sprawcze naszego działania przesłaniają nam wewnętrzne przyczyny naszego działania, czego efektem jest utrata wewnętrznej motywacji do działania. Dlatego bardzo hojne nagrody, które dostajemy za robienie rzeczy, które lubimy, mogą sprawić, że przestajemy lubić te rzeczy. Bardzo surowe kary i zakazy mogą zaś sprawić, że przestajemy sobie zdawać sprawę z tego, że pewnych zakazanych rzeczy i tak nie robilibyśmy, bo ich nie chcemy robić.
Wyżej opisane mechanizmy wykorzystuje się także jako technikę manipulacji. Na przykład: "Chcesz, aby ktoś przestał lubić to co robi, to płać mu (nagradzaj) silnie za to, a potem przestań płacić".